# Israel Michael Sigal
Pour les articles homonymes, voir Sigal.
Israel Michael Sigal  est un mathématicien canadien spécialisé en physique mathématique, né le 31 août 1945 à Kiev. Il est professeur au département de mathématiques de l'université de Toronto.

## Biographie
Né à Kiev en République socialiste soviétique d'Ukraine, Sigal obtient son baccalauréat de science à l'université d'État de Nijni Novgorod en 1968 et son doctorat à l'université de Tel Aviv en 1976.
De 1976 à 1978 il est à l'École polytechnique fédérale de Zurich, de 1978 à 1981 à l'université de Princeton et après 1981 chercheur à l'Institut Weizmann.

## Travaux
Ses travaux ont intéressé les équations aux dérivées partielles de la physique quantique, la mécanique quantique et la théorie de l'information quantique, la théorie du champ quantique, la mécanique statistique, les équations non-linéaires, la biologie mathématique et la reconnaissance de motifs.
En 1987 il travaille avec A. Soffer sur la complétude asymptotique pour le problème à N corps en mécanique quantique avec des interactions à courte portée.
Avec Volker Bach (de) et Jürg Fröhlich, il s'intéresse au traitement strictement mathématique de l'électrodynamique quantique non-relativiste ainsi qu'au traitement des problèmes spectraux avec le groupe de renormalisation.
Il étudie avec son doctorant Randall Pyke l'instabilité chronologiquement périodique des solutions locales spatiales d'équations d'onde non-linéaires
et des listes générales pour les périodes des solutions d'équations d'onde non-linéaires.
Plus tard, il s'intéresse à la théorie mathématiques des tunnels en mécanique quantique avec P. Hislop.
 (octobre 2015).

## Prix et récompenses
Il est conférencier invité au Congrès international des mathématiciens de Kyoto en 1990 et au Congrès international de physique mathématique de Lausanne en 1979, de Berlin en 1981 et de Marseille en 1986.
- The Jeffrey-Williams Lectureship, CMS Summer Meeting, 1992[13].
- Prix John L. Synge, 1993.
- Membre de la Société royale du Canada, 1993.
- Professeur d'université, 1997.
- Titulaire de la chaire de mathématiques appliquées Norman Stuart Robertson, 1998.
- Prix CRM-Fields-PIMS[14], 2000.
- Membre de la Société mathématique américaine, 2012[15].

## Sélection de publications
- (en) Mathematical foundations of quantum scattering theory for multiparticle systems, Mem. Amer. Math. Soc., 1978 (MR 508478)
- « Mathematical theory of single channel systems. Analyticity of scattering matrix », Trans. Amer. Math. Soc., vol. 270, no 2,‎ 1982, p. 409–437 (DOI 10.1090/s0002-9947-1982-0645323-x, MR 645323)
- (en) Scattering theory for many body quantum-mechanical systems: rigorous results, Springer Verlag, coll. « Lecture Notes in Mathematics 1011 », 1983
- avec Volker Bach, Jürg Fröhlich: « Mathematical theory of nonrelativistic matter and radiation », Lett. Math. Phys., vol. 34,‎ 1995, p. 183–201 (DOI 10.1007/bf01872776)
- avec Peter D. Hislop: (en) Introduction to spectral theory: with applications to Schrödinger operators, Springer Verlag, 1996
- avec F. Ting: « Pinning of magnetic vortices by an external potential », St. Petersburg Math. J., vol. 16, no 1,‎ 2005, p. 211–236 (DOI 10.1090/s1061-0022-04-00848-9, MR 2069485)
- avec Stephen J. Gustafson: (en) Mathematical concepts of quantum mechanics, Springer Verlag, 2011, 2e éd.